# WON ABC

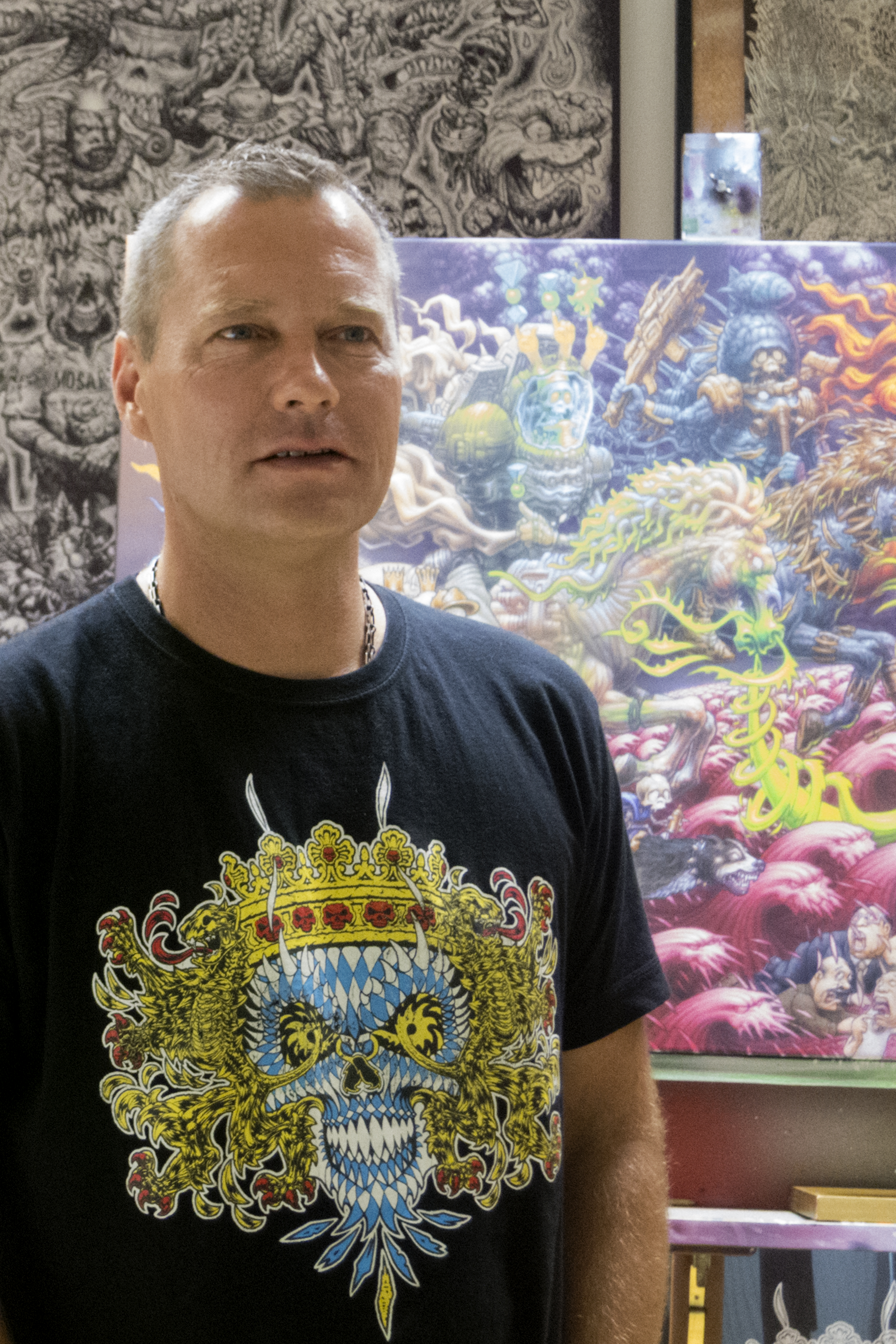
WON in zijn atelier in München

WON ABC, alias Markus Müller (Weiden, 15 september 1967), is een Duitse graffitikunstenaar, striptekenaar, beeldend kunstenaar en actiekunstenaar.

## Opleiding
WON ABC volgde een masteropleiding aan de Akademie der Bildenden Künste München bij professor Robin Page, een voormalig Fluxus-kunstenaar van het eerste uur.